# Alfons Bernkopf
Alfons Bernkopf (* 27. April 1925 in Krems an der Donau; † 13. April 2014) war ein österreichischer Politiker (SPÖ) und Amtsstellenleiter der Arbeiterkammer in Zwettl. Er war von 1969 bis 1970 Mitglied des Bundesrates und von 1970 bis 1983 Abgeordneter zum Landtag von Niederösterreich.

## Ausbildung und Beruf
Bernkopf besucht von 1931 bis 1935 die Volksschule in Krems an der Donau und absolvierte danach zwischen 1935 und 1939 die örtliche Realschule, wobei er 1938 insgesamt 14 Tage Hausarrest unter SA-Bewachung erhielt. Neben der Berufsschule, die er zwischen 1940 und 1942 in Krems besuchte, war Bernkopf zwischen 1940 und 1942 Junghelfer bei der Deutschen Reichsbahn und trat 1942 in den Dienst der Reichsbahn. Er diente ab 1943 in der Wehrmacht und verbrachte die Jahre 1945 bis 1946 in französischer Kriegsgefangenschaft. 1947 trat er in den Dienst der Arbeiterkammer Wien und wechselte 1948 zur Arbeiterkammer Niederösterreich, Dienststelle Krems. Von 1950 bis zu seiner Pensionierung 1985 hatte er die Funktion des Amtsstellenleiters in Zwettl inne.

## Politik
Bernkopf war von 1956 bis 1976 Bezirksobmann des ÖGB Zwettl und vertrat die SPÖ vom 20. November 1969 bis zum 6. Mai 1970 im Bundesrat. Danach wechselte er vom 8. Mai 1970 bis zum 4. November 1983 in den Landtag von Niederösterreich und war zwischen 1971 und 1980 Gemeinderat in Zwettl. Innerparteilich hatte er zudem von 1970 bis 1984 die Funktion des Bezirksparteivorsitzenden der SPÖ Zwettl inne und gehörte von 1970 bis 1984 dem Landesparteivorstand der SPÖ Niederösterreich an.

## Auszeichnungen
- 1979: Großes Ehrenzeichen für Verdienste um die Republik Österreich[3]